# Jeux des petits États d'Europe 2007

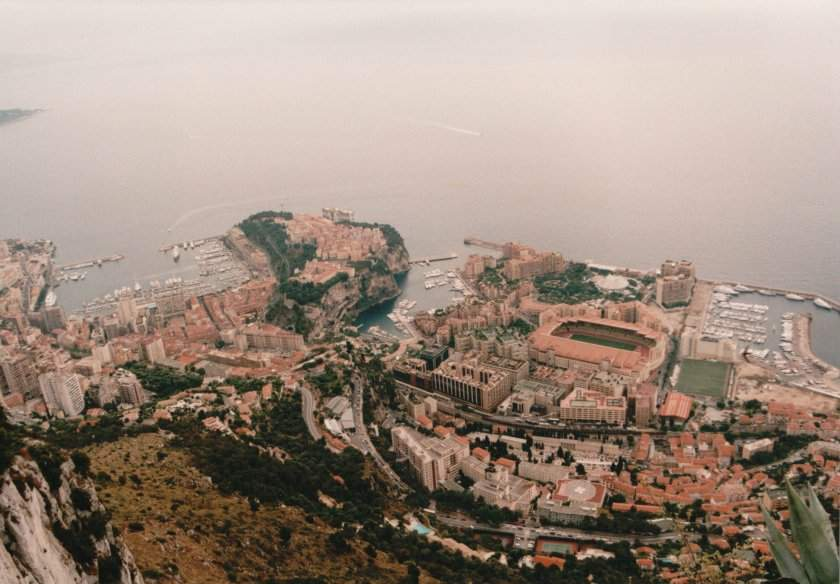
Stade Louis-II.

Les Jeux des petits États d'Europe 2007, douzièmes du nom, se sont tenus à Monaco du 4 au 9 juin 2007. Le stade principal était le Stade Louis-II.

## Nations participantes
- Andorre
- Chypre
- Islande
- Liechtenstein
- Luxembourg
- Malte
- Monaco
- Saint-Marin

## Sports
| - Athlétisme - Basket-ball - Beach Volley - Gymnastique - Judo - Natation |  | - Sport-boules (lyonnaise) - Tennis - Tennis de table - Tir - Voile - Volley-ball |

## Stades et infrastructures
Le village des athlètes est situé sur un bateau de croisière amarré au port Hercule. 
Le stade principal est le Stade Louis-II, qui accueille les épreuves d'athlétisme, mais aussi celles de basket-ball et de tennis de table dans la salle située sous le stade et de natation dans la piscine (petit-bassin) du stade. 
Les épreuves de tir se disputent au nouveau stand de tir Rainier III.
Les épreuves de gymnastique se déroulent à la Salle du Canton.
Le tournoi de volley-ball se joue au Complexe des Moneghetti, situé sur le territoire français.
Le judo est localisé au gymnase Annonciade du Lycée technique.
Le Monte Carlo County Club, situé à Roquebrune Cap Martin sur le territoire français, accueille les compétitions de tennis.
Les épreuves de sport-boules se tiennent au club bouliste du Rocher.
La baie de Monaco accueille les épreuves de voile.

## Tableau des médailles
| Rang | Nation        | Médaille d'or | Médaille d'argent | Médaille de bronze | Total |
| ---- | ------------- | ------------- | ----------------- | ------------------ | ----- |
| 1er  | Chypre        | 36            | 33                | 24                 | 93    |
| 2e   | Islande       | 31            | 23                | 24                 | 78    |
| 3e   | Luxembourg    | 20            | 25                | 36                 | 81    |
| 4e   | Monaco        | 19            | 16                | 17                 | 52    |
| 5e   | Malte         | 4             | 9                 | 17                 | 30    |
| 6e   | Andorre       | 4             | 6                 | 7                  | 17    |
| 7e   | Saint-Marin   | 4             | 6                 | 6                  | 16    |
| 8e   | Liechtenstein | 3             | 5                 | 5                  | 13    |